# Blue Moves
Albums de Elton John
Rock of the Westies
(1975) A Single Man
(1978)
Singles
1. Sorry Seems to Be the Hardest Word
Sortie : 1er novembre 1976
2. Bite Your Lip (Get Up and Dance!)
Sortie : 31 janvier 1977
3. Crazy Water
Sortie : 4 February 1977 (Royaume-Uni)

Blue Moves est le onzième album studio d'Elton John, sorti en 1976. Il s'agit d'un album double contenant 18 chansons. On y retrouve le guitariste Caleb Quaye, comme sur l'album précédent, ce même qui l'accompagnait au début de sa carrière. Le fidèle Paul Buckmaster est toujours au poste aux arrangements de cordes et cuivres. David Crosby et Graham Nash font une apparition aux chœurs sur une chanson ( Cage the songbird).
C'est l'un des albums préférés du chanteur. Il contient le tube Sorry Seems to Be the Hardest Word, ainsi que la chanson Cage The Songbird, hommage à Édith Piaf.
Cet article a été partiellement traduit du wikipedia anglophone consacré à l'album Blue Moves de Elton John. 

## Enregistrement
Après avoir terminé ce qu'il a décrit comme une "tournée américaine exténuante", Elton John n'a donné qu'une poignée de performances au moment de sa sortie, et a annoncé plus tard (lors d'un concert de charité à la Wembley Arena l'année suivante), "Je n'ai pas arrêté Je suis en tournée depuis longtemps. Ça a été une décision douloureuse, que ce soit pour reprendre la route ou pas... J'ai pris une décision ce soir - ça va être le dernier concert... Il y a beaucoup plus pour moi que de jouer sur la route." Il a donc quitté la scène des tournées / spectacles en direct pendant une brève période. Kenny Passarelli, Caleb Quaye, James Newton Howard et Roger Pope ont joué leurs derniers spectacles ensemble dans le cadre de l'Elton John Band lors de l'engagement de sept soirs d'Elton John au Madison Square Garden à la fin de la tournée Louder Than Concorde, et ont officiellement quittés le groupe après la sortie de l'album. Ces concerts ont été la dernière fois où Pope, Passarelli, Quaye et John ont joué ensemble. Howard rejoindra brièvement le groupe de tournée de John en 1980 et travaillera avec lui sur les spectacles du Tour De Force Tour de 1986 en Australie et en Nouvelle-Zélande. Seuls Davey Johnstone et Ray Cooper sont revenus pour des rôles sur le prochain album de John, A single Man et au-delà.
John a déclaré que Blue Moves est l'un de ses albums préférés parmi tous ceux qu'il a enregistrés. Et c'était le dernier aussi que Gus Dudgeon a produit avec John pendant près d'une décennie jusqu'à Ice on Fire en 1985. La pochette est tirée d'une peinture de l'artiste britannique Patrick Procktor, intitulée "The Guardian Readers". Aux États-Unis, il a été certifié or en octobre et platine en décembre 1976 par la RIAA.
"Cage the Songbird" est un hommage à la légendaire chanteuse française Édith Piaf, et environ un an plus tard, il a été repris par Kiki Dee sur un album inédit de Rocket, qui a finalement été publié en 2008. ("Songbird" est né dans le cadre des sessions de l'album Rock of the Westies, mais n'a pas été achevée pendant celles-ci, probablement parce que le son acoustique et délicat de la chanson ne correspondait pas à l'approche plus rock 'n' roll du reste des chansons qui ont fait la liste finale des chansons de l'album.) Les Beach Boys ont interprété "Chameleon" (qui a été écrit deux ans avant la sortie de l'album), et Bruce Johnston, un ancien des Beach Boys, a interprété des chœurs sur la version de Elton John avec une choriste de la tournée des Beach Boys, Toni Tennille. John a également interprété la chanson au stade de Wembley en 1975, où il a également interprété l'album Captain Fantastic and the Brown Dirt Cowboy dans son intégralité. Un extrait de "Out of the Blue" a été utilisé pour les chansons du rappel sur Top Gear jusqu'à la fin de ce format (en 2001).  C'était l'un des deux albums dans lesquels Davey Johnstone ne fait pas les chœurs; The Big Picture de 1997 serait l'autre. 
Les morceaux de base de Blue Moves ont été enregistrés à Eastern Sound à Toronto, en Ontario. Des overdubs supplémentaires ont été réalisés aux studios EMI, Abbey Road à Londres, Brother Studio à Santa Monica, Californie et Sunset Sound à Los Angeles, Californie. L'album a été mixé aux Marquee Studios à Londres.
Elton John a joué plusieurs chansons de Blue Moves en concert : "Sorry Seems to Be the Hardest Word", "Bite Your Lip", "One Horse Town", "Tonight", "Idol" et "Crazy Water" ont été jouées lors de divers concerts. apparitions au fil des ans.
À l'été 2011, George Michael a entrepris ce qui serait sa dernière tournée, une tournée orchestrale en Europe, au Royaume-Uni et en Australie. Dès le concert du 19 septembre à la Budapest Sports Arena, il a interprété " Idol " en remplacement de " It Doesn't Really Matter ". Lors d'un concert spécial au Royal Albert Hall pour collecter des fonds pour la Elton John AIDS Foundation, George Michael a présenté la chanson en disant: "Cette prochaine chanson a été écrite par quelqu'un qui, j'espère, l'a déjà fait ici - Elton John. C'est une chanson qu'il a écrite en la fin des années 70 et il s'agit d'une pop star vieillissante. C'est drôle ça." Alors que Michael jetait son regard sur le public, John fit un signe de la main depuis les balcons, où il était assis à côté de son partenaire civil David Furnish et du diffuseur Janet Street Porter. Ayant déjà enregistré sa propre version de "Tonight" pour l'album hommage à Elton John et Bernie TaupinTwo Rooms en 1991, la voix de George Michael lors de ce concert s'est retrouvée sur Symphonica en 2014.

## Accueil
L'album a reçu des critiques mitigées depuis sa sortie. Une critique contemporaine du magazine Rolling Stone a déclaré que l'album "contient loin d'être assez de bonnes chansons pour justifier la durée prolongée" et que les intermèdes et les instrumentaux ont été réalisés "à l'exclusion du sens". Le critique de Village Voice, Robert Christgau, l'a décrit comme " incroyablement larmoyant" et "excessif". Lindsay Planer d'Allmusic a déclaré plus tard que l'album montrait la "fatigue inévitable" de "l'immense créativité" de John qui avait aidé à créer les albums précédents de sa carrière.

## Liste des titres
Toutes les chansons sont composées par Elton John et écrites par Bernie Taupin, sauf mention contraire.
Face 1
1. Your Starter for... (Caleb Quaye) – 1:23
2. Tonight – 7:52
3. One Horse Town (John, James Newton Howard, Taupin) – 5:56
4. Chameleon – 5:27

Face 2
1. Boogie Pilgrim (John, Davey Johnstone, Quaye, Taupin) – 6:05
2. Cage the Songbird (John, Johnstone, Taupin) – 3:25
3. Crazy Water – 5:42
4. Shoulder Holster – 5:10

Face 3
1. Sorry Seems to Be the Hardest Word – 3:48
2. Out of the Blue – 6:14
3. Between Seventeen and Twenty (John, Johnstone, Quaye, Taupin) – 5:17
4. The Wide-Eyed and Laughing (John, Johnstone, Newton Howard, Quaye, Taupin) – 3:27
5. Someone's Final Song – 4:10

Face 4
1. Where's the Shoorah? – 4:09
2. If There's a God in Heaven (What's He Waiting For?) (John, Johnstone, Taupin) – 4:25
3. Idol – 4:08
4. Theme from a Non-Existent TV Series – 1:19
5. Bite Your Lip (Get Up and Dance!) – 6:43

## Personnel
- Elton John – piano (1-5, 7-10, 13-16, 18), chant (2-9, 12-16, 18), vocalises (11), harmonium (14), clavecin (17)
- James Newton Howard – synthétiseur (1, 3, 6, 10, 12, 13, 17, 18), piano, Fender Rhodes (3, 9, 13, 17), orgue Hammond (5, 11, 15), mellotron (6), clavinet (7)
- Carl Fortina – accordéon (8)
- Caleb Quaye – guitare acoustique (1, 4, 6, 12, 17), guitare électrique (3, 4, 7, 10, 11, 15, 18), guitare solo (3, 10, 15), guitare 12 cordes (12)
- Davey Johnstone – mandoline (2, 11, 17), guitare électrique (3, 7, 10, 15), guitare slide (5, 18), guitare acoustique (6), dulcimer (6), sitar (12)
- Kenny Passarelli – basse (1, 3, 4, 5, 7-11, 14-18)
- Richard Studt – premier violon (3, 7, 12, 15), premier cuivre (7)
- Harry Bluestone – premier violon (18)
- Michael Hurwitz – violoncelle (3)
- The London Symphony Orchestra – cordes (2, 9)
- The Martyn Ford Orchestra – cordes (3, 7, 15), cuivres (7)
- The Gene Page Strings – cordes (18)
- Paul Buckmaster – arrangements et direction des cordes (3, 7, 15), arrangements des cuivres (7)
- Michael Brecker – saxophone (5, 8, 16)
- David Sanborn – saxophone (5, 8, 16)
- Randy Brecker – trompette (5, 8, 16)
- Barry Rogers – trombone (5, 8, 16)
- Roger Pope – batterie (1, 3, 4, 5, 7, 8, 10, 11, 15-18)
- Ray Cooper – glockenspiel (1, 17), marimba (1, 17), gong (3), tambourin (3, 5, 7, 8, 11, 15), vibraphone (3, 4, 9, 10), cloches (3), shaker (4, 6, 11), triangle (6), cymbales (6), congas (7, 10, 11, 15, 18), rototom (12)
- Gene Morford – chœurs (4, 7)
- Ron Hicklin – chœurs (4, 7)
- Toni Tennille – chœurs (4, 7, 10, 13)
- Bruce Johnston – chœurs (4, 7, 10, 11, 13), arrangement chœurs (4, 11, 13)
- Cidny Bullens – chœurs (4, 7, 11)
- John Joyce – chœurs (4, 7, 11)
- Curt Becher – chœurs (4, 10, 11, 13), arrangements chœurs (11, 13)
- The Cornerstone Institutional Baptist Church and the Southern California Community Choir – chœurs (5, 14, 18)
- Rev. James Cleveland – direction des chœurs (5, 14, 18)
- David Crosby – chœurs (6)
- Graham Nash – chœurs (6)
- Daryl Dragon – arrangement chœurs (7)
- Joe Chemay – chœurs (11, 13)
- Clark Burroughs – chœurs (13)

## Production
- Production, remixage, ingénieur - Gus Dudgeon
- Ingénieurs – Arun Chakraverty, Mark Howlett, John Kurlander, Earle Mankey et John Stewart.
- Mixage – Phil Dunne
- Ingénieur de coupe - Arun Chakraverty
- Direction artistique et coordination – David Costa
- Photographie – David Nutter
- Peinture – Patrick Procktor
- Gestion - John Reid

## Classements et certifications
| Pays et classement                 | Meilleure position |
| ---------------------------------- | ------------------ |
| Australie - Kent Music Report      | 8                  |
| Canada - RPM Albums Chart          | 4                  |
| Danemark                           | 5                  |
| Pays-Bas - MegaCharts              | 7                  |
| Finlande - Suomen virallinen lista | 22                 |
| France - SNEP                      | 6                  |
| Italie                             | 9                  |
| Japon - Oricon                     | 53                 |
| Nouvelle-Zélande                   | 7                  |
| Norvège - VG-lista                 | 5                  |
| Espagne                            | 10                 |
| [ Suède - Sverigetopplistan        | 12                 |
| Royaume-Uni - UK Albums Chart      | 3                  |
| États-Unis - Billboard 200         | 3                  |
| Allemagne de l'Ouest               | 39                 |

| Pays et classement (1976)         | Position |
| --------------------------------- | -------- |
| Australie                         | 51       |
| Canada                            | 34       |
| Pays-Bas                          | 41       |
| France                            | 51       |
| Pays et classements (1977)        | Position |
| Australie                         | 61       |
| Canada                            | 53       |
| Italie                            | 47       |
| États-Unis - Billboard Pop Albums | 80       |

| Pays                  | Certification | Ventes certifiées |
| --------------------- | ------------- | ----------------- |
| Canada (Music Canada) | Or            | 50 000            |
| France (SNEP)         | Or            | 157 000           |
| Royaume-Uni (BPI)     | Or            | 100 000           |
| États-Unis (RIAA)     | Platine       | 1 000 000         |